# 广州市文化馆
广州市文化馆（英語：Guangzhou Cultural & Arts Centre；加挂广州市非物质文化遗产保护中心牌子），是广州市设立的大型公益性公共文化机构，隶属于广州市文化广电旅游局，馆址位于广州海珠湖东北侧、广州城市新中轴线南段的中心，占地约14.2万平方米，总建筑面积5.4万平方米，总投资超过10亿人民币，截至2023年5月是中国大陆最大的文化馆。

## 历史
广州市文化馆前身为成立于1956年7月的广州市群众艺术馆，2001年6月，迁址广州市越秀区先烈中路102号华盛大厦北塔（又称“华盛馆（公共文化活动中心）”）。2007年，广州市非物质文化遗产保护中心在广州市文化馆内正式挂牌成立。2008年，被评定为“国家一级文化馆”。2009年6月，更名为广州市文化馆。2009年2月，位于海珠区艺苑路47号的海珠分馆（又称“艺苑馆（公共文化学习中心）”）开馆。
2013年，广州市提出建设“一园四馆”（广州美术馆、广州博物馆新馆、广州科学馆、广州文化馆和岭南大观园），经征求专家意见后，将广州文化馆和岭南大观园合建，选址海珠湖畔，2014年7月，华南理工大学建筑设计研究院与AECOM联合体的“岭南园·源岭南”方案，在“广州市文化馆新馆”项目的国际设计竞赛中标。2017年11月，新馆正式开工，2022年9月完工，2022年10月起，广州市文化馆搬迁至新馆，原“华盛馆”停用，“艺苑馆”移交广州医科大学附属口腔医院使用（作为该院的客村门诊部）。2023年1月18日，广州市文化馆新馆向公众开放。2023年8月，被评为“国家3A级旅游景区”。2023年11月24日，新馆入馆人次达到100.2万，仅用时251天，累计入馆人数破百万。

## 主要职责
广州市文化馆的主要职责：
1. 组织开展全市示范性群众文化艺术活动#开展群众文艺创作和文化理论研究、收集整理传统文化艺术资料
2. 组织开展全市公益性群众文化艺术辅导和培训活动
3. 开展公共文化服务数字化建设
4. 推动文化馆总分馆制建设，指导各区文化馆（站）业务工作#组织文化和旅游志愿服务
5. 开展景区旅游服务和管理
6. 开展社会化运营工作管理
7. 负责执行全市非物质文化遗产保护的规划、计划和工作规范
8. 组织实施和指导开展全市非物质文化遗产普查、认定、申报、保护和交流传播工作#开展对外民间文化艺术交流
9. 完成上级交办的其他工作。

## 建筑
新馆为岭南园林风格的仿古建筑群，由华南理工大学建筑设计研究院设计，以“十里红云一湾水，八桥画舫十六亭”为设计主题，包含公共文化中心、翰墨园、曲艺园、广府园、广绣园等多组主题园林建筑。园内通过八座景观桥梁贯穿水体“一湾水”，串联各个庭院的馆阁楼台，形成“园中有园”的景观。
- 公共文化中心：建筑总面积约4万平方米，是新馆最核心的建筑体，外观为汉唐风格，以中心阁为中轴，西侧为办公、培训区，东侧为800座位剧场、演艺排练区。其中。中心阁高约39米，为馆内最高、最具标志性的建筑，是广州非物质文化遗产展示馆，设有“花城百花开——广州非物质文化遗产展”，亦可作为展览区和观景平台。
- 翰墨园：位于公共文化中心东南侧，建筑面积约0.21万平方米，是新馆中唯一一个完全建立在山坡上的场馆，是书法、绘画、篆刻、陶瓷、剪纸、摄影等艺术的展览及交流场地，以倚流亭为主体，以连廊连接各大展厅。
- 曲艺园：位于公共文化中心南侧，东侧为广府园，西侧和南侧为海珠湖，总建筑面积约0.64万平方米，采用“多戏台设计”，为传统戏剧、曲艺、音乐等表演艺术类展演空间。主楼为三层高的阁楼，与中心阁相对，上层屋面为十字脊的歇山顶，下层屋面为四坡顶。
- 广府园：位于园区中间位置，东临水街与广绣园相望，总建筑面积约0.21万平方米，采用镬耳屋、屋脊灰塑，砖雕、石雕、石柱、虾公梁等传统岭南建筑风格，借鉴东莞可园、顺德清晖园等岭南名园的特色，以画舫、六角亭、临水阁、观鱼亭、望月楼等构成典型的广府庭院。
- 广绣园：位于园区东南部，总建筑面积约0.18万平方米，以广府典型的府宅园林为蓝本，以“广绣”为展示主题。